# Llista de persones relacionades amb la Revolució Francesa
En aquesta llista, s'hi inclouen persones relacionades amb la Revolució Francesa tant si van simpatitzar-hi com si hi van estar en contra. Algunes persones d'aquesta llista no eren pas franceses.
| Nom                                                               | Notes |
| ----------------------------------------------------------------- | --- |
| Carles, comte d'Artois                                            | Germà petit de Lluís XVI i un dels primers emigrats. |
| Charles Augereau, duc de Castiglione                              | Oficial de l'exèrcit durant la Revolució i l'Imperi; després, fou general i Mariscal de França. |
| François-Noël Babeuf                                              | Proto-socialista, guillotinat el 1797 a conseqüència de la Conjura dels Iguals. |
| Madame du Barry                                                   | Amant de Lluís XV i víctima del Règim del Terror |
| Jean Sylvain Bailly                                               | President del Tercer Estat que pronuncià el Jurament del jeu de paume; nomenat alcalde de París després de la Presa de la Bastilla; guillotinat durant el Règim del Terror. |
| Barras                                                            | Primer fou Montagnard, i després termidorià; al final fou el dirigent executiu del Directori. |
| Antoine Barnave                                                   | Monàrquic constitucional i Feuillant. |
| François-Marie, marquis de Barthélemy                             | Fou breument membre del Directori; desterrat a la Guaiana Francesa; va tornar a França l'Imperi; |
| Jean-Baptiste Bernadotte                                          | General, Ambaixador a Viena i Ministre de la Guerra; després, rei de Suècia i Noruega. |
| Joséphine de Beauharnais                                          | Emperadriu; muller de Napoleó. |
| Louis Alexandre Berthier                                          | General; cap de l'estat major de Napoleó. |
| Jacques Nicolas Billaud-Varenne                                   | Membre del Comitè de Salvació Pública; va sobreviure a la reacció termidoriana i després fou deportat a la Guaiana Francesa. |
| Joan Bonaventura Birotteau                                        | Diputat nord-català a la Convenció Nacional |
| Josep Bonaparte                                                   | Germà gran de Napoleó, a qui va donar suport; posteriorment fou proclamat rei de Nàpols i, després, d'Espanya. |
| Llucià Bonaparte                                                  | Germà petit de Napoleó; President de l'Assemblea durant el Directori; després va renyir amb Napoleó. |
| Napoleó Bonaparte                                                 | General; va prendre el poder com a Primer Cònsol després del cop d'estat del 18 de brumari |
| El duc d'Enghien                                                  | Príncep de Sang; fill del Duc de Borbó; segrestat i executat per Napoleó. |
| Lluís Enric, duc de Borbó                                         | Príncep de Sang, fill del príncep de Condé i pare del duc d'Enghien; emigrat. |
| Louis de Breteuil                                                 | Monàrquic va ocupar durant poc temps el càrrec de Necker al govern reial. |
| Brienne                                                           | Monàrquic; President del Consell Reial de Finances poc abans de la Revolució |
| Jacques Pierre Brissot de Warville                                | Girondí; guillotinat. |
| Guillaume Marie Anne Brune                                        | Periodista polític; Jacobí; amic de Danton; nomenat general, i després Mariscal de França; assassinat pels monàrquics durant el Terror Blanc. |
| Edmund Burke                                                      | Polític i filòsof anglès; autor el 1790 d'un llibre polèmic sobre la Revolució. |
| Charles Alexandre de Calonne                                      | Controlador general de finances des de 1783 fins 1787, el seu descobriment del penós estat de les finances franceses el 1786 va precipitar la crisi que va dur a l'esclat de la Revolució. |
| Jean Jacques Régis de Cambacérès                                  | Moderat; Segon Cònsol sota Bonaparte; un dels principials contribuïdors en la redacció del Codi de Napoleó. |
| Pierre Joseph Cambon                                              | Membre de l'Assemblea Legislativa i de la Convenció; va dirigir la política financera i col·laborà en la reacció termidoriana. |
| Lazare Nicolas Marguerite Carnot                                  | Matemàtic i físic; membre del Comitè de Salut Pública "Organitzador de la Victòria"; va posicionar-se contra Robespierre el 9 de Termidor; membre del Directori, en va ser expulsat arran del cop d'estat del 18 de fructidor.                                                                                              |
| Jean François Carteaux                                            | Pintor i general. L'estiu del 1793 dirigí l'anomenat l'Exèrcit de les Carmanyoles, encarregat d'esclafar el moviment contrarrevolucionari en Provença. Va vencer als monàrquics en Lo Pònt Sant Esperit i Cadenet. Entrà a Avinyó i Marsella i començà el Setge de Toló                                                     |
| Jaume Josep Cassanyes                                             | Polític, cirurgià i militar, diputat nord-català a la Convenció Nacional |
| Lluís Felip, duc de Chartres                                      | Fill gran de Felip Igualtat; el 1793, va desertar a Àustria amb Dumouriez. |
| Pierre Gaspard Chaumette                                          | Devot del Culte a la Raó; guillotinat juntament amb Jacques Hébert. |
| André Chénier                                                     | Poeta; guillotinat. |
| Étienne Clavière                                                  | Girondí; ministre de finances el 1792; mort a la presó el 1793. |
| Anacharsis Cloots                                                 | Filòsof i escriptor; guillotinat. |
| Jean Marie Collot d'Herbois                                       | Actor; membre de la Comuna de París; Montagnard; membre del Comitè de Salut Pública; després de la reacció termidoriana fou deportat a la Guaiana Francesa, on va morir. |
| El Príncep de Condé                                               | Príncep de Sang; autor del Manifest de Brunswick. |
| Condorcet                                                         | Filòsof i matemàtic; girondí; va morir a la presó. |
| El Príncep de Conti                                               | Príncep de Sang; emigrat durant els anys 1789-1790, però tornà a França; expulsat pel Directori, morí a l'exili |
| Charlotte Corday                                                  | Assassinà Marat. |
| Charles-Augustin de Coulomb                                       | Científic, pioner del sistema mètric. |
| Georges Couthon                                                   | Montagnard; Membre del Comitè de Salut Pública; guillotinat després de la reacció termidoriana. |
| Danton                                                            | Escriptor; Jacobí, però no fou ni un Girondí ni Montagnard; membre del Comitè de Salut Pública guillotinat. |
| Pierre Claude François Daunou                                     | Historiador; vagament relacionat amb la facció dels girondins; va estar actiu tant sota el Directori com sota l'Imperi. |
| Jacques Louis David                                               | Pintor; Montagnard; membre del Comitè de Seguretat General; va sobreviure a la reacció termidoriana. |
| Louis Charles Antoine Desaix                                      | General; mort a la Batalla de Marengo (1800). |
| Camille Desmoulins                                                | Periodista; Montagnard; associat amb Danton; guillotinat. |
| Denis Diderot                                                     | Filòsof il·lustrat; ateu; va influir en l'elaboració de la ideologia revolucionària. |
| Jacques François Dugommier                                        | General; diputat a la Convenció Nacional; destinat a Catalunya arran de la Guerra Gran. |
| Charles François Dumouriez                                        | General; ministre d'afers estrangers al govern girondí; va desertar a Àustria |
| Grace Elliott                                                     | Cortesana escocesa; antiga amant de Felip Igualtat; va residir a París durant la Revolució. |
| Fabre d'Églantine                                                 | Autor del Calendari republicà francès. |
| Joseph Fesch                                                      | Cardenal; molt relacionat amb Napoleó. |
| Antoine Quentin Fouquier-Tinville                                 | Fiscal durant el Terror; guillotinat després |
| Olympe de Gouges                                                  | Escriptora; defensora de la igualtat de gènere; guillotinada. |
| Henri Grégoire                                                    | Capellà revolucionari; va donar suport a la Constitució Civil del Clero; proposà l'adopció de mesures per erradicar el català, l'occità, el bretó, el cors, l'alsacià i el basc i així imposar el francès a tot arreu de França.                                                                                            |
| Josep Antoni Guiter                                               | diputat nord-català a la Convenció Nacional |
| Jacques Hébert                                                    | Periodista, editor de Le Père Duchesne; guillotinat. |
| Marie Jean Hérault                                                | Membre del Comitè de Salut Pública; revisà la Constitució francesa de 1793, redactada per Condorcet; associat amb Danton; guillotinat. |
| Lazare Hoche                                                      | Soldat que ascendí ràpidament a general durant els primers anys de la Revolució. |
| Jean-Baptiste Jourdan                                             | General; vencedor a les batalles de Wattignies i Fleurus. |
| François Christophe Kellermann                                    | Ascendit a general a l'inici de la Revolució; heroi de la batalla de Valmy; Mariscal de França; administrador de l'exèrcit durant l'Imperi. |
| Jean-Baptiste Kléber                                              | General revolucionari; assassinat. |
| Pierre Choderlos de Laclos                                        | General de Napoleó; autor de Les Liaisons dangereuses |
| La Fayette                                                        | General; Monàrquic constitucional. |
| Maria Lluïsa, princesa de Lamballe                                | Amiga de Maria Antonieta i cunyada del duc d'Orleans; víctima de les Massacres del 2 de setembre. |
| El Alexandre-Théodore, comte de Lameth                            | Dirigent Feuillant; formà "Triumvirat" amb Barnave i Duport; després, emigrà. |
| Charles Malo François Lameth                                      | Germà del comte de Lameth; Feuillant; emigrà. |
| Jean Lannes                                                       | Soldat que anà ascendit fins a arribar a general; Mariscal de França; proper a Napoleó. |
| Arnaud de Laporte                                                 | Alt funcionari del govern reial, va dirigir activitats contrarevolucionàries, segona víctima política de la guillotina. |
| Antoine Lavoisier                                                 | Científic; pioner del sistema mètric; cobrador d'impostos; guillotinat. |
| Charles Leclerc                                                   | General; proper a Napoleó; va servir a Haití. |
| Francesc Xavier de Llucià                                         | Diputat nord-català a l'Assemblea Legislativa |
| Le Peletier                                                       | Antic noble; votà a favor de l'execució de Lluís XVI; assassinat. |
| Jacques-Donatien Le Ray                                           | Va promoure a França donar suport a la Revolució Americana. |
| Jean-Baptiste Robert Lindet                                       | Membre del Comitè de Salut Pública; s'oposà a la facció dels girondins. |
| Lluís XVI                                                         | Rei de França (1774-1792); destronat; guillotinat. |
| Lluís XVII                                                        | Fill de Lluís XVI, reconegut com a rei de França pels monàrquics després de l'execució del seu pare; mort a la presó del Temple el 1795 |
| Guillaume-Chrétien de Malesherbes                                 | Advocat de Lluís XVI durant el seu judici, tot i que no se'l coneixia pas com a monàrquic. |
| Maria Antonieta                                                   | Reina de França com a muller de Lluís XVI; destronada, guillotinada |
| Jean-Paul Marat                                                   | Periodista radical; Montagnard; assassinat per Charlotte Corday. |
| François-Séverin Marceau                                          | Soldat que participà en la Presa de la Bastilla; després general. |
| André Masséna                                                     | General; triomfant a la batalla de Zuric. |
| Jean-Sifrein Maury                                                | Cardenal; Arquebisbe de París; monàrquic. |
| Philippe-Antoine Merlin ("Merlin de Douai")                       | Membre del Directori; després Bonapartista. |
| Mirabeau                                                          | Representant del Tercer Estat als Estats Generals de 1789, malgrat ser noble; va ser una figura política important durant la resta de la seva vida. |
| Montesquieu                                                       | Pensador polític il·lustrat; va influir el pensament revolucionari |
| Jean Victor Marie Moreau                                          | General; victoriós a la batalla de Hohenlinden. |
| Joachim Murat                                                     | Destacat general de cavalleria; cunyat de Napoleó; proclamat rei de Nàpols. |
| Jacques Necker                                                    | Monàrquic liberal; Director General de Finances la destitució del qual va precipitar la Presa de la Bastilla. |
| Felip Igualtat                                                    | Primer Príncep de Sang; va donar suport a la Revolució; durant la República va adoptar el nom de Felip Igualtat; va votar a favor de l'execució de Lluís XVI; després fou guillotinat perquè se sospitava que conspirava per proclamar-se rei.                                                                              |
| Thomas Paine                                                      | Escriptor revolucionari americà; va establir-se a França durant la Revolució però aviat va caure en desgràcia; sota el Terror fou empresonat i condemnat a mort però va sobreviure. |
| Jérôme Pétion de Villeneuve                                       | Alcalde de París; membre del primer Comitè de Salut Pública; relacionat amb els girondins; va suïcidar-se durant el Terror. |
| Pierre Phélippeaux                                                | Montagnard; relacionat amb Danton. |
| Pierre Samuel du Pont de Nemours                                  | Monàrquic constitucional; President de l'Assemblea Nacional Constituent; després, s'exilià. |
| Claude Antoine, comte Prieur-Duvernois ("Prieur de la Côte-d'Or") | Enginyer; membre del Comitè de Salut Pública; relacionat amb Carnot; va posicionar-se contra Robespierre en la reacció termidoriana; fou membre del Consell dels Cinc-Cents durant el Directori. |
| Pierre Louis Prieur ("Crieur de la Marne")                        | Secretari de l'Assemblea Nacional Constituent; membre del Comitè de Salut Pública; exiliat durant la Restauració. |
| Lluís, comte de Provença                                          | Germà petit de Lluís XVI; emigrà el 1791; el 1795 es proclamà rei -Lluís XVIII- a la mort del seu nebot Lluís XVII però no accedí al tron fins 1814. |
| Maximilien de Robespierre                                         | Montagnard; membre del Comitè de Salut Pública; dirigent del Terror; guillotinat després de la reacció termidoriana. |
| Jean-Marie Roland de la Platière                                  | Girondí; ministre de l'interior el 1792; va suïcidar-se el 1793 després de la condemna de la seva esposa. |
| Madame Roland (Manon-Jeanne Roland, de soltera Philpon)           | Muller de Jean Marie Roland; autora d'influents escrits escrits sota el nom del seu marit; guillotinada. |
| Gilbert Romme                                                     | Evolucionà de Girondí a Montagnard; dissenyà el calendari republicà francès; condemnat després del retorn dels girondins al poder; va suïcidar-se abans de l'execució. |
| Jean-Jacques Rousseau                                             | Filòsof il·lustrat; influí en el pensament revolucionari. |
| Jacques Roux                                                      | Hébertista líder de la facció dels Enragés; membre de la Comuna de París; detingut durant el Terror; va suïcidar-se abans del judici. |
| Marquès de Sade                                                   | Filòsof i autor de relats eròtics; empresonat sota acusacions de sodomia i enverinament; alliberat el 1790; membre de la Convenció Nacional; va salvar-se de ser executat durant el Terror. |
| Jean Bon Saint-André                                              | Montagnard; Membre del Comitè de Salut Pública; després esdevingué oficial de la marina i administrador. |
| Saint-Just                                                        | Membre del Comitè de Salut Pública; Montagnard; estretament relacionat amb Robespierre; figura destacada del Terror; guillotinat després de la reacció termidoriana. |
| Joseph Sieyès                                                     | Malgrat ser clergue, participà en els Estats Generals com a representant del Tercer Estat; autor del pamflet Què és el Tercer Estat?; instigà el cop d'estat del 18 de brumari, però fou desplaçat per Bonaparte. |
| Madame de Staël                                                   | Filla de Jacques Necker; escriptora i assagista; va adoptar una postura revolucionària moderada; va oposar-se a Napoleó. |
| Jean Lambert Tallien                                              | Montagnard; dirigent després de la reacció termidoriana |
| Madame Tallien (Thérésa Tallien, de soltera Teresa Cabarrús)      | La seva influència moderadora en el seu marit Jean Lambert Tallien va salvar vides durant la reacció termidoriana, per això li donaren el sobrenom de Notre-Dame de Thermidor ("la Mare de Déu de Termidor"). |
| Charles Maurice de Talleyrand-Périgord ("Talleyrand")             | Clergue i diplomàtic; primer monàrquic, després revolucionari; fou un dels autors de la Declaració de Drets de l'Home i del Ciutadà i de la Constitució Civil del Clergat; va sobreviure a la reacció termidoriana per esdevenir ministre d'afers estrangers sota el Directori, amb Napoleó i amb la Restauració Borbònica. |
| Gui-Jean-Baptiste Target                                          | Advocat i polític; diputat del Tercer Estat als Estats Generals; va sobreviure al el Terror i actuà com a polític durant el Directori. |
| Pierre Victurnien Vergniaud                                       | Dirigent girondí; guillotinat. |
| Bertrand Barère de Vieuzac                                        | Primer girondí, després Montagnard; membre del Comitè de Salut Pública; va presentar l'informe del 9 de termidor declarant proscrit Robespierre; després fou bonapartista. |
| Voltaire (François-Marie Arouet)                                  | Filòsof il·lustrat que influí en el pensament revolucionari |